# Ulldecona
Ulldecona est une commune de Catalogne, Espagne. Elle est située dans la comarque catalane de Montsià dans la province de Tarragone. Elle est membre de la mancomunidad de la Taula del Sénia.

## Géographie
La commune contient les hameaux de Castell, la Miliana, Sant Joan del Pas, els Valentins et les Ventalles.

## Histoire

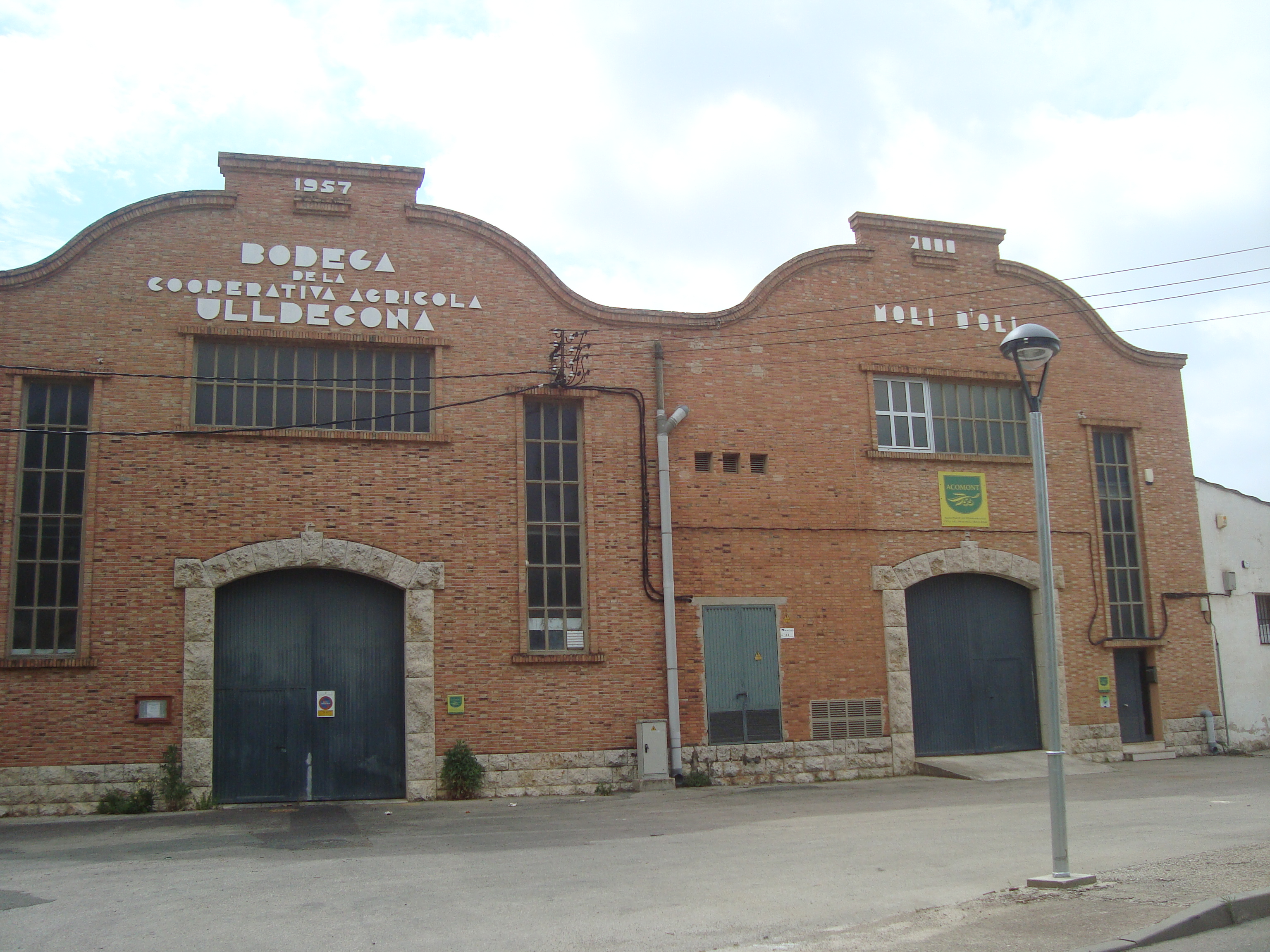
Cooperativa Agrícola d'Ulldecona

Les premiers habitants s'établirent dans la zone protégée par le château, dans une partie montagneuse qui empêchait son expansion. En 1274, on leur donna la permission de se déplacer d'un kilomètre, dans la vallée, pour y créer un nouveau hameau du nom de Sant Lluc d'Ulldecona, origine de l'actuelle commune.
En 1463 et 1465, la ville fut assiégée par les troupes de Jean II d'Aragon parce que Ulldecona se maintint fidèle à l'Assemblée catalane. Durant la Guerre de Succession d'Espagne, elle resta aux mains des troupes fidèles à Philippe V d'Espagne depuis 1708. Cela explique qu'il n'y eut pas de combats majeurs. La cité fut occupée par les troupes françaises de juillet 1810 à 1813 durant la Guerre d'indépendance espagnole.

### Les Hospitaliers
Depuis la reconquête chrétienne, le Château d'Ulldecona est resté dans les mains de la famille des Montcada, tout en étant situé sur le territoire de Tortosa. Les difficultés du repeuplement ont fait qu'en 1173, Guillem de Montcada céda le château à l'ordre de Saint-Jean de Jérusalem. La donation fut confirmée en 1178 par le roi Alphonse Ier d'Aragon et comprenait une partie des actuels territoires de Alcanar, Freginals et La Sénia.
Le château se trouvait à la frontière avec les terres des Sarrasins dont il eut à souffrir des attaques continuelles. Devant l'impossibilité de le défendre, les Hospitaliers rendirent en 1191 le château aux Montcada, tout en se réservant la seigneurie. Le château se renforça avec la construction d'une tour à base circulaire, conçue pour protéger la population d'alors, installée dans le hameau connu comme Ulldecona Vella.
En 1122, prit fin le danger des attaques musulmanes; le château retourna aux mains des Hospitaliers puisque n'était plus nécessaire la présence des Montcada comme défenseurs de la place. En 1227 s'installa ici l'administration des Hospitaliers, dirigée par Ramon de Cervera. Cette administration, connue également comme administration de Tortosa, remplit ses fonctions jusqu'au XIXe siècle.

## Démographie
| 1497     | 1515     | 1553     | 1717  | 1787 | 1857  | 1877  | 1887  | 1900  |
| -------- | -------- | -------- | ----- | ---- | ----- | ----- | ----- | ----- |
| 315 feux | 336 feux | 344 feux | 1 206 | -    | 5 864 | 6 009 | 6 564 | 6 593 |

| 1910  | 1920  | 1930  | 1940  | 1950  | 1960  | 1970  | 1981  | 1990  |
| ----- | ----- | ----- | ----- | ----- | ----- | ----- | ----- | ----- |
| 7 011 | 6 782 | 6 027 | 5 475 | 5 543 | 5 186 | 5 494 | 5 272 | 5 242 |

| 1992  | 1994  | 1996  | 1998  | 2000  | 2002  | 2004  | 2006  | 2007  |
| ----- | ----- | ----- | ----- | ----- | ----- | ----- | ----- | ----- |
| 5 197 | 5 196 | 5 152 | 5 208 | 5 304 | 5 843 | 6 056 | 6 229 | 6 566 |

## Lieux et monuments
- Dans la zone de la montagne de Godall, on trouve la plus grande concentration de l'Art Rupestre Levantin de toute la Catalogne. Il s'agit de l'expression de la culture des derniers chasseurs-cueilleurs (10 000-6 500 av. J.-C.). Quatorze abris sous roche renferment plus de 400 figures formant des scènes de chasse complètes, quelques-unes d'entre elles dans un état de conservation exceptionnel.

Les premiers peintures ont été découvertes en 1975 par le Groupe Spéléologique d'Ulldecona. 
Ces peintures ont été classées Patrimoine mondial par l'UNESCO en 1998,
- On trouve également des restes de la culture ibérique des Ilercavons avec 4 villages, dont La Ferradura, La Cogula et Les Esquarterades.

- De l'ancien château subsistent la tour circulaire de défense ainsi que l'ancienne tour palais des hospitaliers. Cette dernière a une base rectangulaire, construite en pierre de taille. L'ensemble contient également l'ancienne église de la Mare de Déu dels Àngels. Il s'agit d'un édifice de style roman tardif, à nef unique couverte par une voûte en berceau. De récentes campagnes de fouille et de restauration ont mis en évidence la grande importance de ce site militaire depuis l'époque musulmane du VIIIe siècle jusqu'à la fin du Moyen Âge.

- L'église paroissiale d'Ulldecona est dédiée à Saint Luc. C'est un édifice de style gothique avec des éléments de transition; elle a été construite entre 1373 et 1421. Elle a une nef unique, avec des chapelles latérales; elle est couverte par une voûte d'arêtes typique du gothique. Dans la chapelle du Santísimo, on peut voir des décorations réalisées avec des céramiques provenant de Alzira. Le clocher fut reconstruit en 1817.

- L'édifice connu comme Casa de la Comanda conserve encore la façade gothique. Il a été le siège de l'administration hospitalière et son intérieur fut refait complètement en 1851.
- L'ancien couvent du Roser est le siège de la mairie (ayuntamiento). Il était habité par des dominicains jusqu'en 1835. L'église est de style Renaissance, à nef unique et avec quatre chapelles latérales. Depuis sa sécularisation, elle a servi de siège aux tribunaux municipaux. Du couvent sont conservés quatre des cinq galeries originales du cloître.

## Fêtes
- Durant la Semaine sainte est représentée la Passió d'Ulldecona, basée sur des textes de Josep Maria Junyent i Quintana dans la version en  espagnol et de Jaume Vidal Alcover en la version en catalan.
- La fête principale d'Ulldecona a lieu à la fin du mois d'août.
- Durant le mois de juillet ont lieu les journées médiévales de la ville.

## Personnalités
- Oriol Romeu, footballeur du FC Barcelone.